# Vuelta Ciclista a Costa Rica
La Vuelta Ciclista a Costa Rica (it. Giro ciclistico della Costa Rica) è una corsa a tappe maschile di ciclismo su strada che si svolge in Costa Rica ogni anno nel mese di dicembre. È inserita nel calendario dell'UCI America Tour come gara di classe 2.2.
Fondata nel 1965, fino al 1997 rimase riservata ai dilettanti. Solo dall'edizione 1998 è disputata a livello professionistico e dal 2005 fa parte del circuito continentale americano.

## Albo d'oro
Aggiornato all'edizione 2023.
| Anno | Vincitore           | Secondo             | Terzo               |
| ---- | ------------------- | ------------------- | ------------------- |
| 1998 | Hernán Darío Muñoz  | Victor Niño         | Ubaldo Meza         |
| 1999 | Miguel Arroyo       | José Adrian Bonilla | Alvaro Lozano       |
| 2000 | Federico Ramírez    | Alvaro Lozano       | Miguel Arroyo       |
| 2001 | Gregorio Ladino     | Alexis Rojas        | Julio César Rangel  |
| 2002 | Julio César Rangel  | Gregorio Ladino     | Marconi Duran       |
| 2003 | José Adrian Bonilla | Marconi Duran       | Alvaro Sierra Peña  |
| 2004 | Israel Ochoa        | Libardo Niño        | Paulo Vargas        |
| 2005 | Juan Carlos Rojas   | Henry Raabe         | Andrey Amador       |
| 2006 | Henry Raabe         | Juan Pablo Araya    | Juan Carlos Rojas   |
| 2007 | Henry Raabe         | Juan Pablo Araya    | Arnold Alcolea      |
| 2008 | Gregoy Brenes       | José Adrian Bonilla | Arnold Alcolea      |
| 2009 | Janier Acevedo      | Gregory Brenes      | Julian Andres Rodas |
| 2010 | Juan Carlos Rojas   | Henry Raabe         | Aldo Valero         |
| 2011 | José Adrian Bonilla | Freddy Montana      | Juan Carlos Rojas   |
| 2012 | Óscar Sánchez       | Roman Villalobos    | Fabricio Quiros     |
| 2013 | Juan Carlos Rojas   | Elías Vega          | Bryan Villalobos    |
| 2014 | Juan Carlos Rojas   | César Rojas         | Josué González      |
| 2015 | Juan Carlos Rojas   | Román Villalobos    | Josué González      |
| 2016 | César Rojas         | Juan Carlos Rojas   | Román Villalobos    |
| 2017 | Juan Carlos Rojas   | Román Villalobos    | César Rojas         |
| 2018 | Bryan Salas         | Daniel Bonilla      | Diego Cano          |
| 2019 | Daniel Bonilla      | Efrén Santos        | Luis López          |
| 2020 | non disputata       | non disputata       | non disputata       |
| 2021 | non disputata       | non disputata       | non disputata       |
| 2022 | Marco Tulio Suesca  | Carlos Gutiérrez    | Daniel Bonilla      |
| 2023 | Juan Diego Alba     | Kevin Rivera        | Sergio Arias        |